# Yentl
Yentl ist ein US-amerikanischer Film aus dem Jahr 1983. Er basiert auf der Kurzgeschichte Yentl, the Yeshiva Boy von Isaac Bashevis Singer. Barbra Streisand war in diesem Film Produzentin, Regisseurin und übernahm zudem auch die Hauptrolle. Jack Rosenthal war am Drehbuch beteiligt, an dem Streisand ebenfalls mitarbeitete. Der Film gewann einen Oscar in der Kategorie Beste Filmmusik. Die Musik schrieb Michel Legrand, die Songtexte stammen von Alan und Marilyn Bergman, die bereits jahrelang mit Barbra Streisand zusammengearbeitet hatten.
In diesem Film sind viele Songs von Streisand zu hören, und zwar als Solistin, darunter auch „The Way He Makes Me Feel“ und „Papa, Can You Hear Me?“

## Handlung
In dem Film geht es um das jüdische Mädchen Yentl aus dem östlichen Mitteleuropa. Ihre Mutter starb, und ihr Vater unterrichtet sie heimlich in den Lehren des Talmud – was nach Meinung der meisten Chassidim verboten ist. Nach dem Tod ihres Vaters verkleidet sie sich als junger Mann und nennt sich fortan Anshel, um an einer Yeshiva, einer Religionsschule, zu studieren. Sie verliebt sich in einen Mitstudenten namens Avigdor.
Avigdor plant, ein Mädchen namens Hadass zu heiraten, doch als bekannt wird, dass sein Bruder Suizid begangen hat, lehnen ihn die Eltern von Hadass als Schwiegersohn ab. Avigdor drängt Anshel zur Heirat mit Hadass, damit diese wenigstens von niemand anderem geheiratet würde. Erst nach der Hochzeit offenbart Yentl Avigdor, dass sie eine Frau ist und ihn liebt. Sie verlässt Polen und wandert in die USA aus. Hadass und Avigdor heiraten.

## Kritiken
„Von humaner Weltsicht und hohem ästhetischem Reiz, rekonstruiert das intime Musical und die melancholische Komödie die untergegangene Welt des Ostjudentums der Jahrhundertwende.“

## Auszeichnungen
- Golden Globe Award: Barbra Streisand erhielt einen Golden Globe für die Beste Regie und als Produzentin für den Besten Film in der Kategorie Musical.
- Academy Award: Der Film gewann den Oscar in der Kategorie Beste Musik und weitere Nominierungen in den Kategorien Beste weibliche Nebenrolle (Amy Irving), Beste Ausstattung und Bester Song.
- Goldene Himbeere 1984: Nominierungen in den Kategorien Schlechtester Schauspieler für Barbra Streisands (männliche) Rolle, Schlechteste Nebendarstellerin für Amy Irving und Schlechteste Filmmusik.

## Buchvorlage
- Isaac Bashevis Singer: Jentl, Erzählungen (Originaltitel: Short Friday, übersetzt von Wolfgang von Einsied). dtv, München 2002, ISBN 978-3-423-25203-4.